# David Dobson
David Clark Dobson (* 17. November 1962 in Salt Lake City) ist ein US-amerikanischer Mathematiker.
Dobson studierte an der Utah State University (Bachelor 1986) und der Rice University, wo er 1990 mit der Schrift Stability and Regularity of an Inverse Elliptic Boundary Value Problem promoviert wurde. Danach war er an der University of Minnesota, ab 1992 als Visiting Assistant Professor. 1993 wurde er Assistant Professor, 1996 Associate Professor und 2000 Professor an der Texas A&M University. Seit 2002 ist er Professor an der University of Utah.
Dobson befasst sich mit angewandter Mathematik, zum Beispiel optimales Design von Bauteilen und Materialien der Photonik (wie Methoden für Bandstrukturberechnungen in photonischen Kristallen und optimale Beugungsgitter), Streuung und Beugung elektromagnetischer Wellen, elektronische und optische Eigenschaften von Materialien mit Bestimmung von effektiven Schranken für Wellenausbreitungsprobleme in Medien, Inverse Probleme.
2000 erhielt er den ersten Felix Klein Prize. 1997 bis 1999 war er Sloan Research Fellow.